# Franz Heinkele
Franz Heinkele (* 27. Oktober 1881 in Dätzingen bei Böblingen; † 10. Oktober 1950 in Ulm) war ein württembergischer Kommunalpolitiker und von Mai 1945 bis Mai 1946 Bürgermeister der Stadt Tuttlingen.
Heinkele war vor der Gleichschaltung des Tuttlinger Gemeinderats 1933 dessen Vorsitzender. Nach der Entlassung von Gustav Zimmermann durch die Französische Militärverwaltung wurde Heinkele am 31. Mai 1945 zum Tuttlinger Bürgermeister ernannt und am 3. Mai 1946 wieder entlassen. Danach war er Stellvertreter seines Nachfolgers Fritz Fleck.